# Mardi Gras
Mardi Gras — седьмой и последний студийный альбом американской рок-группы Creedence Clearwater Revival, записанный весной и выпущенный компанией Fantasy Records 11 апреля 1972 года.

## Об альбоме
Прежде весь материал для альбома готовил вокалист и фронтмен Джон Фогерти: он же брал на себя функции единственного ведущего вокалиста. Именно это предопределило уход из состава его брата Тома. Перед началом работы над Mardi Gras было решено, что Стю Кук и Дуг Клиффорд станут полноправными соавторами и сопродюсерами пластинки. Джон Фогерти подготовил для альбома лишь три своих композиции; он же исполнил партию ведущего вокала в кавере «Hello Mary Lou».
Альбом поднялся до 12-й позиции в Billboard Top LP’s & Tape и стал в США золотым. Однако этот успех не шёл ни в какое сравнение с показателями предыдущих релизов: кроме того, альбом получил крайне низкие оценки рецензентов. Синглами из альбома вышли «Sweet Hitch-Hiker» (#6 Billboard Hot 100) и «Someday Never Comes» (#25), две песни Джона Фогерти.

## Список композиций
| №  | Название                 | Автор(ы)              | Ведущий вокал | Длительность |
| -- | ------------------------ | --------------------- | ------------- | ------------ |
| 1. | «Lookin’ for a Reason»   | Джон Фогерти          | Джон Фогерти  | 3:25         |
| 2. | «Take It Like a Friend»  | Стю Кук               | Стю Кук       | 3:01         |
| 3. | «Need Someone to Hold»   | Стю Кук, Дуг Клиффорд | Дуг Клиффорд  | 2:59         |
| 4. | «Tearin’ Up the Country» | Дуг Клиффорд          | Дуг Клиффорд  | 2:13         |
| 5. | «Someday Never Comes»    | Джон Фогерти          | Джон Фогерти  | 3:59         |

| №  | Название                 | Автор(ы)                      | Ведущий вокал | Длительность |
| -- | ------------------------ | ----------------------------- | ------------- | ------------ |
| 1. | «What Are You Gonna Do?» | Дуг Клиффорд                  | Дуг Клиффорд  | 2:51         |
| 2. | «Sail Away»              | Стю Кук                       | Стю Кук       | 2:29         |
| 3. | «Hello Mary Lou»         | Джин Питни, Кайе Манджарацина | Джон Фогерти  | 2:11         |
| 4. | «Door to Door»           | Стю Кук                       | Стю Кук       | 2:07         |
| 5. | «Sweet Hitch-Hiker»      | Джон Фогерти                  | Джон Фогерти  | 2:59         |

## Участники записи
Список составлен в соответствии с информацией базы данных Discogs.

| Creedence Clearwater Revival: - Джон Фогерти — вокал, соло-гитара, ритм-гитара, гармоника, фортепиано, клавишные - Стю Кук — бас-гитара, соло-гитара, ритм-гитара, фортепиано, вокал - Дуг Клиффорд — ударные, вокал | Технический персонал: - Creedence Clearwater Revival — аранжировщик, продюсер - Расс Гэри — звукоинженер - Брайан Гарднер — инженер нарезки лакового слоя - Тони Лейн — художественное оформление и дизайн обложки - Боб Фогерти — фотография (для задней стороны обложки) |

## Позиции в хит-парадах и сертификации
| Год  | Хит-парад                           | Высшая позиция | Пребывание в чарте |
| ---- | ----------------------------------- | -------------- | ------------------ |
| 1972 | Австралия (Kent Music Report)       | 8              | нет данных         |
| 1972 | Италия (Musica e dischi)            | 4              | 19 недель          |
| 1972 | Канада (RPM Albums Chart)           | 11             | 16 недель          |
| 1972 | Нидерланды (Hilversum 3 LP Top 10)  | 2              | 10 недель          |
| 1972 | Норвегия (VG-lista)                 | 5              | 15 недель          |
| 1972 | США (Billboard Top LP’s & Tape)     | 12             | 24 недели          |
| 1972 | Финляндия (Suomen virallinen lista) | 2              | 20 недель          |
| 1972 | ФРГ (Offizielle Top 100)            | 10             | 4 недели           |
| 1972 | Япония (Oricon)                     | 3              | нет данных         |

| Хит-парад (1972)         | Позиция |
| ------------------------ | ------- |
| Италия (FIMI)            | 20      |
| Нидерланды (Buma/Stemra) | 12      |
| ФРГ (Offizielle Top 100) | 43      |

| Регион                                                      | Сертификация | Продажи  |
| ----------------------------------------------------------- | ------------ | -------- |
| США (RIAA)                                                  | Золотой      | 500 000^ |
| ^ Данные о тиражах приведены только на основе сертификации. |              |          |